# Sempre en Galiza
Sempre en Galiza és un assaig polític escrit per Alfonso Daniel Rodríguez Castelao, considerat l'obra canònica del nacionalisme gallec.
Al llibre s'inclouen articles, assaigs, conferències i discursos de Castelao, al costat de material concebut específicament per a l'obra. La introducció de l'obra Adro, comprèn els articles que des de Badajoz va escriure per a A Nosa Terra el 1935. La primera part la va escriure entre València i Barcelona el 1937. Originalment es va publicar en forma d'articles al diari que els gallecs exiliats publicaven a Madrid, Nova Galícia. La segona part la va escriure a Nova York i durant el viatge que el va portar a Buenos Aires el 1940. La resta ho va escriure a Buenos Aires entre 1942 i 1943.
L'obra es va publicar el 10 de març de 1944 a Buenos Aires, de la mà d'Artes Gráficas Bartolome U., arribant a Galícia de manera clandestina.

## Contingut

### Adro
Adro ("antepatio", generalment d'una església, en gallec) constitueix la introducció de Sempre a Galiza. Consta de 14 capítols que havien aparegut com articles amb el títol genèric de "Verbas de chumbo" ("Paraules de plom") en A Nosa Terra. Tenen com a eix el posicionament de Castelao al si del Partit Galeguista com a impulsor de la seva orientació ideològica i de la seva aliança amb el centreesquerra espanyol, el que xocava amb l'orientació del llavors principal ideòleg del galleguisme, Vicente Risco, i que conduiria a la seva marxa del PG i a la creació de Dereita Galeguista. Per al llibre, Castelao va realitzar algunes modificacions al text dels articles, majoritàriament de tipus lingüístic o d'estil.

### Llibre I
Escrita durant la Guerra Civil Espanyola, el text va aparèixer al diari que els exiliats gallecs publicaven a Madrid, Nova Galícia, entre juliol de 1937 i setembre de 1938, amb el títol de Verbas de chumbo, excepte la primera que va aparèixer amb el títol Nós ("Nosaltres"). Aquests texts es van publicar de nou a Nova Galiza de Barcelona també entre els anys 1937 i 1938. Castelao va pensar a publicar un llibre amb aquests texts amb el títol de Verbas de chumbo, però el desenvolupament de la guerra va impedir que s'edités. Després de la derrota de la República, Castelao va modificar el text per acomodar-lo a la nova situació política.
El llibre gira al voltant del problema polític gallec i de la seva resolució, la consideració de Galícia com nació i el repàs al posicionament dels diferents grups polítics davant del problema nacional i analitza els avantatges d'una república federal, la història del galleguisme i de l'Estatut.

### Llibre II
Aquest llibre el va començar a escriure Castelao a Nova York al començament de 1940. Consta de 26 capítols que va finalitzar al paquebot que el portava a Argentina i estava pensat com una segona part del llibre anterior (Verbas de chumbo) per reflectir la desil·lusió política de Castelao respecte a les forces republicanes, motivada per l'actitud d'aquestes cap a l'Estatut d'Autonomia de Galícia i la seva actitud política en l'exili.

### Llibre III
Aquest llibre, que consta de 35 capítols, es va escriure durant el desenvolupament de la Segona Guerra Mundial, entre febrer de 1942 i abril de 1943, en el que s'entreveia un triomf dels Aliats que portés a la derrota del règim franquista i reflecteix una posició política pragmàtica i possibilista, de col·laboració amb els republicans espanyols; és el llibre més ideològic de tots els que componen el Sempre en Galiza.

### Llibre IV
Aquest llibre no figurava en la primera edició. Va ser afegit en la segona edició amb texts escrits per Castelao entre 1947 i 1948, després del seu pas pel Govern de la república en l'exili dirigit per José Giral i la seva tornada a Argentina desil·lusionat amb la situació política. Els set capítols del llibre se centren en el federalisme. Al capítol primer inclou el discurs Alba de groria pronunciat al Teatre Argentí de Buenos Aires el 25 de juliol de 1948.